# Mariano Enrique Calvo

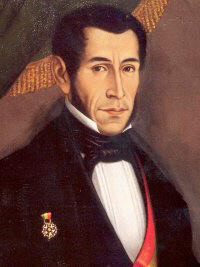
Mariano Enrique Calvo

Mariano Enrique Calvo Cuéllar (* 18. Juli 1782 in Sucre; † 29. Juli 1842 in Cochabamba) war ein bolivianischer Politiker. Von 1829 bis 1831 sowie von 1835 bis 1839 war er Vizepräsident und Außenminister im Kabinett von Andrés Santa Cruz y Calahumana. Vom 9. Juli 1841 bis zum 22. September 1841 war er Staatspräsident.